# Villacidrese Calcio 2010-2011
Questa pagina raccoglie le informazioni riguardanti la Villacidrese Calcio nelle competizioni ufficiali della stagione 2010-2011.

## Rosa
| N. |                   | Ruolo | Calciatore        |
| -- | ----------------- | ----- | ----------------- |
|    | Italia (bandiera) | C     | Daniele Bianchi   |
|    | Italia (bandiera) | A     | Francesco Bombagi |
|    | Italia (bandiera) | D     | Simone Bregliano  |
|    | Italia (bandiera) | A     | Roberto Cappai    |
|    | Italia (bandiera) | D     | Martino Ciminà    |
|    | Italia (bandiera) | D     | Simone Cirina     |
|    | Italia (bandiera) | C     | Mattia Cordeddu   |
|    | Italia (bandiera) | C     | Enrico Cotza      |
|    | Italia (bandiera) | A     | Antonio Croce     |
|    | Italia (bandiera) | A     | Nicola Dal Bosco  |
|    | Italia (bandiera) | P     | Maurizio Floris   |
|    | Italia (bandiera) | C     | Simone Frasca     |

| N. |                   | Ruolo | Calciatore           |
| -- | ----------------- | ----- | -------------------- |
|    | Italia (bandiera) | P     | Valerio Frasca       |
|    | Italia (bandiera) | D     | Riccardo Idda        |
|    | Italia (bandiera) | C     | Michele Lanzillotta  |
|    | Italia (bandiera) | C     | Giancarlo Lisai      |
|    | Italia (bandiera) | A     | Andrea Loreti        |
|    | Italia (bandiera) | C     | Giampiero Montemurro |
|    | Italia (bandiera) | P     | Luigi Pinna          |
|    | Italia (bandiera) | D     | Lorenzo Poli         |
|    | Italia (bandiera) | P     | Renè Pomarè          |
|    | Italia (bandiera) | A     | Gianmarco Ravelli    |
|    | Italia (bandiera) | C     | Alessandro Steri     |
|    | Italia (bandiera) | A     | Cristian Trotti      |